# Dãy núi Albula
Dãy núi Albula là một phần của rặng núi Alpes orientales centrales, thuộc dãy núi Alpes, ở miền đông Thụy Sĩ. Dãy núi này được gọi theo tên sông Albula.
Rặng núi Albula chia cách với dãy núi Oberhalbstein ở phía tây bởi đèo Septimer và thung lũng sông Julia; chia cách với dãy núi Plessur ở phía tây bắc bởi thung lũng sông Landwasser; chia cách với nhóm núi Silvretta ở phía đông bắc bởi đèo Flüela; chia cách với dãy núi Bernina ở phía đông nam bởi đèo Maloja và thung lũng sông Inn (thượng Engadin).
Rặng núi Albula là đầu nguồn của các sông Albula, Julia, Landwasser và sông Inn.

## Các ngọn núi

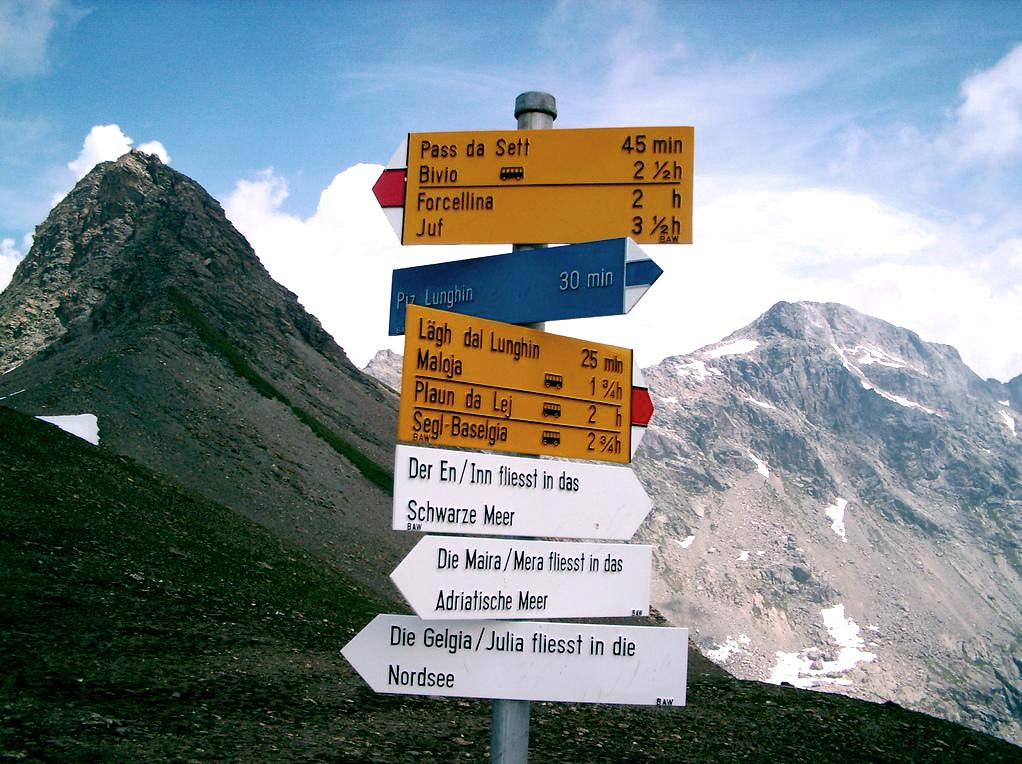
đèo Lunghin (đường phân thủy chính)

| Ngọn               | Độ cao (m/ft) | Độ cao (m/ft) |
| ------------------ | ------------- | ------------- |
| Piz Kesch          | 3422          | 11,288        |
| Piz Calderas       | 3393          | 11,132        |
| Piz Julier         | 3385          | 11,106        |
| Piz d'Err          | 3381          | 11,093        |
| Piz Ela            | 3340          | 10,959        |
| Piz Uertsch        | 3273          | 10,739        |
| Piz Ot             | 3251          | 10,667        |
| Piz Vadret         | 3226          | 10,584        |
| Corn da Tinizong   | 3173          | 10,412        |
| Piz Mitgel         | 3163          | 10,378        |
| Flüela Schwarzhorn | 3156          | 10,355        |
| Hoch Ducan         | 3066          | 10,060        |
| Piz Lunghin        | 2780          | 9121          |

## Các đèo
Rặng núi Albula có 1 đường hầm dành cho xe lửa đi qua, dưới đèo Albula. Các đèo chính của rặng núi này là: 
| Đèo núi                | vị trí                        | loại          | độ cao (m/ft) | độ cao (m/ft) |
| ---------------------- | ----------------------------- | ------------- | ------------- | ------------- |
| Fuorcla Calderas       | Mulegns tới Bever             | tuyết         | 3130          | 10,270        |
| Fuorcla d'Eschia       | Madulain tới Bergün           | tuyết         | 3008          | 9869          |
| Sertig Pass            | Davos tới S-chanf             | đường đi bộ   | 2762          | 9062          |
| Tinzentor              | Bergün tới Savognin           | đường đi bộ   | 2718          | 8918          |
| Ducan Pass             | Davos tới Bergün              | đường đi bộ   | 2671          | 8763          |
| Forcella di Lunghino   | Maloja tới đèo Septimer       | đường đi bộ   | 2635          | 8645          |
| Scaletta Pass          | Davos tới S-chanf             | đường xe ngựa | 2619          | 8593          |
| Suvretta Pass          | St. Moritz tới Val Bever      | đường xe ngựa | 2618          | 8590          |
| Fuorcla d'Alp Fontauna | Bergün tới S-chanf            | đường đi bộ   | 2615          | 8580          |
| Grialetsch Pass        | Davos tới Susch               | đường đi bộ   | 2546          | 8353          |
| Flüela Pass            | Davos tới Susch               | đường xe      | 2389          | 7838          |
| Albula Pass            | Bergün tới La Punt-Chamues-ch | đường xe      | 2315          | 7595          |
| đèo Septimer           | Bivio tới Val Bregaglia       | đường xe ngựa | 2311          | 7582          |
| Julier Pass            | Thusis tới Silvaplana         | đường xe      | 2287          | 7504          |
| Maloja Pass            | St. Moritz tới Chiavenna      | đường xe      | 1815          | 5955          |